# Odenwald
Odenwald er en bjergkæde i den sydlige del af Hessen og den nordlige del af Bayern og Baden-Württemberg i Tyskland. Området er omkring 75 kilometer langt og 30 til 50 kilometer bredt. Navnet kan have sin oprindelse som Odins Wald («Odins skov»), men «Odes skov» er sandsynligvis mere rigtigt.
Odenwald grænser til floden Neckar i syd og til floden Main i øst og skråner svagt mod nord og vest. Den højeste top er Katzenbuckel på 626 m. Odenwald er et friluftsområde for indbyggerne i Mannheim og Frankfurt og er kendt for den rene luft. En gang var der et helsesanatorium her på grund af det. 
Det er flere smukke landsbyer i området, som Weinheim ved Bergstraße og Michelstadt centralt i Odenwald. Her er der brostensbelagte gader og arkitektur fra middelalderen. Området har relativt få turister. 
- Wikimedia Commons har flere filer relateret til Odenwald

49°35′02″N 9°01′18″Ø / 49.583993°N 9.021749°Ø